# Kim Clavel
Kim Clavel est une boxeuse québécoise née le 9 septembre 1990. Dans la catégorie des poids mi-mouches, elle a remporté le championnat d'Amérique du Nord NABF en 2019 et le titre mondial WBC en 2022. Elle est droitière, mesure 5 pieds, 1 pouces (155 cm) et a une allonge de 60 pouces et demi (154 cm).

## Biographie
Née le 9 septembre 1990 à Joliette,, Kim Clavel est formée comme infirmière auxiliaire. Elle s'entraîne à la boxe et remporte son premier combat le 16 décembre 2017, par décision unanime, contre Yoseline Martinez Jose. Au mois d'août 2019, Clavel intègre l'équipe du promoteur Groupe Yvon Michel et s'adonne à son sport à temps plein.
Le 7 décembre 2019, elle remporte la ceinture de championne d'Amérique du Nord NABF des poids mi-mouches, remportant son combat par décision unanime contre Esmeralda Gaona Sagahon. En 2020, Kim Clavel reçoit le prix Pat-Tillman pour récompenser ses différentes implications dans la communauté. Elle est la première athlète non-américaine à recevoir ce prix. De plus, le 4 mai 2020, la boxeuse s'est méritée le prix « Héros pour l'humanité » de la WBC. Le 29 juillet 2022, Kim remporte son combat contre Yesenia Gómez (en), pour devenir championne du monde de la WBC chez les mi-mouches.
En 2021, elle a également participé à l'émission de télévision Big Brother Célébrités.
Le 13 janvier 2023, devant 4 126 spectateurs à la Place Bell à Laval, Kim Clavel est déclarée perdante après dix reprises de boxe anglaise contre la championne WBA Super Jessica Nery Plata (en) qui se montre plus précise, plus posée et plus incisive,,.
Le 7 octobre 2023, elle s'incline à nouveau contre la championne IBF et WBO Evelin Nazarena Bermudez dans une décision partagée qui s'avère controversée et même contestée par son clan,, .
En septembre 2024, Kim Clavel a participé au 10 km du Marathon Geneva de Montréal. Après sa défaite contre Evelin Bermudez en octobre 2024, Kim CLavel se retrousse les manches et change sa façon de voir son sport. L'athlète trouve un équilibre dans le sport et se met moins de pression sur les épaules.
En janvier 2025, l'athlète a annoncé son intention de combattre dans une nouvelle catégorie de poids, inférieur à sa catégorie précédente.
En mars 2025, elle gagne un match contre la boxeuse mexicaine Anabel Ortiz, ce qui la mène dans un combat de championnat du monde.

## Palmarès en boxe professionnelle
| No | Résultat | Fiche | Adversaire                       | Type | Durée       | Date              | Lieu                                                    | Notes                                                    |
| -- | -------- | ----- | -------------------------------- | ---- | ----------- | ----------------- | ------------------------------------------------------- | -------------------------------------------------------- |
| 21 | Victoire | 19-2  | Katherine Renee Lindenmuth       | UD   | 10          | 16 mai 2024       | Casino de Montréal, Montréal, Québec, Canada            |                                                          |
| 20 | Victoire | 18-2  | Fara El Bousairi                 | MD   | 10          | 4 avril 2024      | Casino de Montréal, Montréal, Québec, Canada            |                                                          |
| 19 | Défaite  | 17-2  | Evelin Nazarena Bermudez         | SD   | 10          | 7 octobre 2023    | Place Bell, Laval, Québec, Canada                       | Pour les titres IBF et WBO des poids mouches             |
| 18 | Victoire | 17-1  | Naomi Arellano Reyes             | UD   | 10          | 12 mai 2023       | Place Bell, Laval, Québec, Canada                       | Remporte le titre WBC International des poids mi-mouches |
| 17 | Défaite  | 16–1  | Jessica Nery Plata               | UD   | 10          | 13 janvier 2023   | Place Bell, Laval, Québec, Canada                       | Pour les titres WBC et WBA Super des poids mi-mouches.   |
| 16 | Victoire | 16–0  | Yesenia Gómez                    | UD   | 10          | 29 juillet 2022   | Casino de Montréal, Montréal, Québec, Canada            | Remporte le titre WBC des poids mi-mouches               |
| 15 | Victoire | 15-0  | Mariela Ribera Valverde          | RTD  | 4 (10) 2:00 | 3 mars 2022       | Casino de Montréal, Montréal, Québec, Canada            |                                                          |
| 14 | Victoire | 14–0  | Maria Soledad Vargas             | UD   | 10          | 28 août 2021      | Stade IGA, Montréal, Québec, Canada                     | Remporte le titre WBC Silver des poids mi-mouches        |
| 13 | Victoire | 13–0  | Barbara Alejandra Martínez Muñoz | UD   | 6           | 28 novembre 2020  | Deportivo Cri Cri, Cuernavaca, Mexico                   |                                                          |
| 12 | Victoire | 12–0  | Natalie Gonzalez                 | UD   | 8           | 21 juillet 2020   | MGM Grand, Paradise, Nevada, U.S.                       |                                                          |
| 11 | Victoire | 11–0  | Esmeralda Gaona Sagahon          | UD   | 10          | 7 décembre 2019   | Centre Bell, Montréal, Québec, Canada                   | Remporte le titre NABF des poids mi-mouches              |
| 10 | Victoire | 10–0  | Xenia Jorneac                    | UD   | 8           | 26 septembre 2019 | Casino de Montréal, Montréal, Québec, Canada            |                                                          |
| 9  | Victoire | 9–0   | Nora Cardoza (en)                | UD   | 8           | 15 juin 2019      | Centre Gervais Auto, Shawinigan, Québec, Canada         |                                                          |
| 8  | Victoire | 8–0   | Tamara Elisabet DeMarco (en)     | UD   | 8           | 17 mai 2019       | Casino de Montréal, Montréal, Québec, Canada            |                                                          |
| 7  | Victoire | 7–0   | Soledad Macedo                   | UD   | 8           | 16 mars 2019      | Casino de Montréal, Montréal, Québec, Canada            |                                                          |
| 6  | Victoire | 6–0   | Luz Elena Martínez               | TKO  | 4 (6), 2:56 | 26 janvier 2019   | Casino de Montréal, Montréal, Québec, Canada            |                                                          |
| 5  | Victoire | 5–0   | Ana Victoria Polo                | UD   | 6           | 24 novembre 2018  | Le Centre Financière Sun Life, Rimouski, Québec, Canada |                                                          |
| 4  | Victoire | 4–0   | Cinthia Martinez                 | UD   | 4           | 13 octobre, 2018  | Casino de Montréal, Montréal, Québec, Canada            |                                                          |
| 3  | Victoire | 3–0   | Ana Karen Compean                | KO   | 1 (4), 0:55 | 7 avril 2018      | Centre Videotron, Québec, Québec, Canada                |                                                          |
| 2  | Victoire | 2–0   | Jessica Guerrero                 | UD   | 4           | 10 février 2018   | Centre Gervais Auto, Shawinigan, Québec, Canada         |                                                          |
| 1  | Victoire | 1–0   | Yoseline Martinez Jose           | UD   | 4           | 16 décembre 2017  | Place Bell, Laval, Québec, Canada                       |                                                          |